# Sarah Moon
Sarah Moon RPS és una fotògrafa francesa la qual va néixer amb el nom de Marielle Warin al 1941. Començà com a model, però a poc a poc es va interessar per la fotografia de moda, concretament a la dècada de 1970. Des de 1985, el seu treball s'ha centrat en galeria i cinema.

## Biografia
Marielle Warin va néixer en Vernon, França en 1941. Tingué una família d'origen jueu, per la qual cosa es va veure obligada a marxar de la França ocupada cap a un nou país, Anglaterra. En arribar a l'adolescència, començà a estudiar dibuix abans de descobrir la moda a Londres i París (1960-1966) convertint-se així en model i passant a anomenar-se artísticament Marielle Hadengue. Posteriorment s'interessà per la fotografia, prenent fotos dels seus amics models. Al 1970, en lloc de desfilar es decidí a començar a fotografiar els desfiles als quals solia participar, canviant de nou el nom a Sarah Moon. L'ambient de moda de Londres va poder ser captat adequadament després de la "swinging sixties", i treballà amb Barbara Hulanicki de manera propera, la qual havia llençat Biba, una tenda de roba que es va anar popularitzant.
En 1972, filmà el <i id="mwGA">Pirelli</i> calendari, sent la primera dona en fer-ho. Gràcies a haver treballat un llarg període amb Cacharel va créixer com a artista amb majors reconeixements i passà a rebre encàrrecs de Chanel, Dior, Comme donis Garçons i Vogue. Fou al 1985 quan Moon es va traslladar a la galeria i al treball cinematogràficfins que temps després realitzà el video musical per Khaled's pop hit Aïcha.

## Publicacions
- Improbable Memories. Matrix, 1981. ISBN 978-0-936554-31-0 .
- Vrais Semblants = Real Appearances. Parc, 1991. ISBN 9784891942892 ISBN 9784891942892.
- Coïncidences. Santa Fe, NM: Sorra, 2001. ISBN 978-1-892041-46-3 ISBN 978-1-892041-46-3.
- Sarah Moon 1,2,3,4,5. London: Thames & Hudson, 2008. ISBN 978-0500287835 ISBN 978-0500287835.

- 1980: "Fashon" festival de photographie, Arles, France.
- 1983: Center of Photography, #New York.[3]
- 1993: Staley-Wise Gallery, #New York.[3]
- 2002: Haus der Photographie, Hamburg.
- 2003: Casa Europea de la Fotografia, París.[3]
- 2004: Kyoto Museum of Contemporary Art, Japan.
- 2008: Cirkus, Leica Gallery, Prague.
- 2011: Théâtre de la Photographie et de l'Image Charles Nègre, Nice.
- 2012: The Black Hood, Multimèdia Art Museum / Casa de la Fotografia de Moscou.
- 2015: Sarah Moon − Now and Then, Haus der photographie Deichtorhallen, Hamburg.[4]
- 2021: Sarah Moon − At the Still Point, Fotografiska, Stockholm.[5]

- 1985: International Center of Photography's Infinity Award for Applied Photography[6]
- 1995: Grand Prix national de la photographie, France.[6]
- 2007: The Cultural Award from the German Society for Photography (DGPh), with Robert Delpire
- 2008: Prix Nedar for (1 2 3 4 5, Delpire), Paris.[7]
- 2018: Honorary Fellowship of the Royal Photographic Society, Bath[8]